# Eubleekeria splendens
Eubleekeria splendens är en fiskart som först beskrevs av Cuvier 1829.  Eubleekeria splendens ingår i släktet Eubleekeria och familjen Leiognathidae. IUCN kategoriserar arten globalt som livskraftig. Inga underarter finns listade i Catalogue of Life.